# Iveta Malachovská
Iveta Malachovská, z d. Pašková (ur. 11 lipca 1965 w Bratysławie) – słowacka redaktor telewizyjna i aktorka.
W roku 1991 studiowała na Filmovej akadémii múzických umení w Pradze. W latach 1984–1986 bezrobotna, od roku 1986 wewnętrzna pracownica w telewizji CSTV. Aktorka od roku 1989. Następnie przeniosła się do STV, gdzie prowadziła programy Štúdio Kontakt i Lastovičky. Z STV przeszła do TV Markíza, gdzie redagowała program Hodina pravdy.
W październiku 2007 przeniosła się z powrotem do STV, gdzie zaczęła prowadzić słowacką wersję Milionerów (Milionár) i drugi sezon talk show Ľudia (Ludzie).
Jej mąż to Martin Malachovský. Iveta Malachovská ma z nim córkę, Kristínę.